# تيري مورو
تيري مورو (بالإنجليزية: Terry Morrow)‏ هو سياسي أمريكي، ولد في 22 أكتوبر 1963 في نيويورك في الولايات المتحدة. حزبياً، نشط في حزب العمال المزارعين الديمقراطيين في مينيسوتا والحزب الديمقراطي. وقد انتخب عضو مجلس نواب مينيسوتا.